# Nikiforowskaja (rejon ust-kubiński)
Nikiforowskaja (ros. Никифоровская) – wieś w Rosji, w rejonie ust-kubińskim obwodu wołogodzkiego. W 2010 r. liczyła 21 mieszkańców.